# Коалесценция
Коалесценция (на латински: coalesce – сраствам се, съединявам се) се нарича сливането на капки или мехурчета при съприкосновението им вътре в подвижната среда (течност, газ) или на повърхността на телата.
Коалесценцията води до постепенното уголемяване на капките или мехурчетата и е обусловена от силите на междумолекулното привличане. Това е самопроизволен процес, който е съпроводен с намаляване на свободната енергия на системата.
Емулсиите и пените в резултат на коалесценцията могат да престанат да съществуват като дисперсни системи и да се разделят напълно на две макрофази: течност – течност или течност – газ.
В течна дисперсионна среда коалесценцията често предшествува коагулацията.
Особен случай на коалесценция е самослепването (автохезия), при която в резултат на бавна дифузия на макромолекулите разделителната повърхностна граница между слепените частици (или късчетата пластичен полимер) изчезва.
В минералогията коалесценцията е процес на слепване на минерални индивиди.
|  | Тази страница частично или изцяло представлява превод на страницата „Коалесценция“ в Уикипедия на руски. Оригиналният текст, както и този превод, са защитени от Лиценза „Криейтив Комънс – Признание – Споделяне на споделеното“, а за съдържание, създадено преди юни 2009 година – от Лиценза за свободна документация на ГНУ. Прегледайте историята на редакциите на оригиналната страница, както и на преводната страница, за да видите списъка на съавторите. ВАЖНО: Този шаблон се отнася единствено до авторските права върху съдържанието на статията. Добавянето му не отменя изискването да се посочват конкретни източници на твърденията, които да бъдат благонадеждни. |